# Tahe (ort)
Tahe är en ort i Kina. Den ligger i provinsen Heilongjiang, i den nordöstra delen av landet, omkring 740 kilometer norr om provinshuvudstaden Harbin. Antalet invånare är 60 874.
Trakten runt Tahe är nära nog obefolkad, med mindre än två invånare per kvadratkilometer. Tahe är det största samhället i trakten. I omgivningarna runt Tahe växer i huvudsak blandskog.